# Feu d'artifice (Boldini)
Pour les articles homonymes, voir Feu d'artifice (homonymie).
 Feu d'artifice est une peinture à l'huile sur toile (200 × 99,5 cm) du peintre italien Giovanni Boldini datée de 1892-1895. Elle est conservée au musée Giovanni Boldini à Ferrare, à la suite de l'acquisition d'un ensemble d'œuvres de la collection de la veuve Emilia Cardona en 1974. 

## Description
Cette toile de dimensions imposantes représente en grandeur nature une inconnue aux grands yeux sombres et aux cheveux noirs coiffés en chignon. Souriant à peine, le visage ravivé par des lèvres écarlates épaisses et des joues rosées, la figure féminine se détache sur un arrière-plan sombre ; vêtue d'une très élégante robe de soirée en soie blanche dont les tons chatoyants virent du rose au violet, les bras pris entre de longs gants et des manches bouffantes, elle acquiert la consistance d'une apparition à la fois éthérée et concrète.

## Analyse
Exécuté selon toute probabilité dans les années 1890, et par conséquent très représentatif des portraits de la maturité de Boldini, Feu d'artifice doit son titre aux larges coups de pinceau de couleur claire, de véritables « coups de sabre », dont le peintre se sert pour dématérialiser la robe de son modèle et envelopper sa silhouette dans une sorte de halo vaporeux. L'audace notable du chromatisme et de la composition, jointe à une touche qui apparait comme le sceau pictural de l'artiste et qui semble effleurer l'abstraction, dénote une liberté formelle tout à fait inhabituelle pour l'époque.
Cette inconnue de la haute société, encadrée d'un scintillement de satin blanc, frappe par sa douceur expressive ; une image construite à travers des coups de pinceau libres qui ressemblent à des rubans fluides et une gamme limitée de couleurs magistralement harmonisées sur un fond sombre.